# 洛皮揚卡
48°54′23″N 24°2′19″E / 48.90639°N 24.03861°E
洛皮揚卡（烏克蘭語：Лоп'янка），是烏克蘭西部的村莊，隸屬伊萬諾-弗蘭科夫斯克州的卡盧什區。該村面積16.5平方公里，2001年人口1,828，人口密度每平方公里110.6人。